# جاک دیوی
جاک دیوی (انگلیسی: Jock Davie; ۱۹ فوریهٔ ۱۹۱۳ – ۱ ژانویهٔ ۱۹۹۴) بازیکن فوتبال، و سرمربی (فوتبال) اهل بریتانیا بود.
از باشگاه‌هایی که در آن بازی کرده‌است می‌توان به باشگاه فوتبال آرسنال و باشگاه فوتبال هیبرنین اشاره کرد.